# Chester (hrabstwo Windsor)
Chester – jednostka osadnicza w Stanach Zjednoczonych, w stanie Vermont, w hrabstwie Windsor.